# オリニセサン駅
オリニセサン駅（オリニセサンえき）は、大韓民国大邱広域市寿城区にある大邱交通公社（DTRO）3号線の駅である。駅番号は336。

## 駅構造
相対式ホーム2面2線の高架駅。
のりば
※のりば番号の設定は無し。
| 上り | ●大邱都市鉄道3号線 | 寿城区民運動場・寿城市場・漆谷慶大病院方面 |
| 下り | ●大邱都市鉄道3号線 | 黄金・寿城池・龍池方面                     |

## 駅周辺
- オリニセサン
- 大邱広域市科学教育院
- 大邱科学高等学校
- 黄金中学校
- 大邱黄金初等学校
- 大邱東山初等学校
- 泛魚公園

## 歴史
- 2015年4月23日: 子供会館駅として開業。
- 2023年7月12日: オリニセサン駅に改称[1]。同月10日に「大邱オリニ会館」が「大邱オリニセサン」に改称したことによる[2]。

## 隣の駅
大邱交通公社
●3号線
寿城区民運動場駅 (335) - オリニセサン駅 (336) - 黄金駅 (337)